# Martine Luc-Thaler
Pour les articles homonymes, voir Luc et Thaler.
Martine Luc-Thaler, née le 20 septembre 1944 dans le 15e arrondissement de Paris, est une avocate française.
Elle est la première femme avocate au Conseil d'État et à la Cour de cassation.

## Études
Martine Luc-Thaler est diplômée d'études supérieures de droit public et de droit privé.

## Carrière
En 1966, Martine Luc-Thaler commence sa carrière comme avocate au barreau de Paris.
En 1976, elle devient la première femme avocate au Conseil d’État et à la Cour de cassation.
De 1986 à 1988, elle est membre du conseil de l’ordre des avocats aux conseils.
De 2015 à 2019, elle est membre titulaire du Tribunal suprême de Monaco,.

## Décoration
- Officière de l'ordre national du Mérite Elle est promue au grade d'officier par décret du 14 novembre 2016[4]. Elle était chevalière du 30 décembre 1999.
- Chevalière de la Légion d'honneur par décret du 17 avril 2003[5].